# .NET
.NET („dotnet“ podle anglického dot NET = tečka NET, NET pochází z network, síť) je zastřešující název pro soubor technologií v softwarových produktech, které tvoří celou platformu, která je dostupná nejen pro Web, Windows i Pocket PC. Common Language Infrastructure je standardizovaná specifikace jádra .NET.
Základní komponentou je Microsoft .NET Framework, prostředí potřebné pro běh aplikací a nabízející jak běhové rozhraní, tak potřebné knihovny. Pro vývoj .NET aplikací vydal Microsoft Visual Studio .NET.

## Dostupnost platformy
- Microsoft .NET Framework (bez přívlastku) je nejrozšířenější platforma pro osobní počítače s operačním systémem Microsoft Windows od verze Windows 98.
- Microsoft .NET Compact Framework je platforma určená pro kapesní počítače a mobilní telefony s operačním systémem Windows Mobile.
- Microsoft .NET Micro Framework je platforma určená pro embedded zařízení, s ještě menší výpočetní kapacitou a většími omezeními, než představují kapesní počítače.
- Mono je produktem nezávislé open source iniciativy, implementující .NET runtime pro operační systémy UNIXového typu (např. Linux nebo macOS).

GNU obdoba .NET se označuje DotGNU; její část nazývaná DotGNU Portable.NET umožňuje spouštět všechny .NET aplikace na UNIXových platformách (AIX, BSD, Linuxu, Mac OS X, Solarisu), a dokonce – pomocí nástrojů Cygwin a Mingw32 – i na Windows.
Na všech platformách .NET sdílí tytéž základní principy, což činí přechod mezi nimi jednodušší.
| .NET verze                | 1.0                    | 1.1                     | 2.0                    | 3.0                    | 3.5              | 4.0                    | 4.5                    | 4.6                    | 4.7                    |
| Windows 95                | nelze                  | nelze                   | nelze                  | nelze                  | nelze            | nelze                  | nelze                  | nelze                  | nelze                  |
| Windows NT                | lze doinstalovat       | lze doinstalovat (SP6a) | nelze                  | nelze                  | nelze            | nelze                  | nelze                  | nelze                  | nelze                  |
| Windows 98, Windows 98 SE | lze doinstalovat       | lze doinstalovat        | lze doinstalovat       | nelze                  | nelze            | nelze                  | nelze                  | nelze                  | nelze                  |
| Windows Me                | lze doinstalovat       | lze doinstalovat        | lze doinstalovat       | nelze                  | nelze            | nelze                  | nelze                  | nelze                  | nelze                  |
| Windows 2000              | lze doinstalovat       | lze doinstalovat        | lze doinstalovat (SP3) | nelze                  | nelze            | nelze                  | nelze                  | nelze                  | nelze                  |
| Windows XP                | lze doinstalovat       | lze doinstalovat        | lze doinstalovat (SP2) | lze doinstalovat (SP2) | lze doinstalovat | lze doinstalovat (SP3) | nelze                  | nelze                  | nelze                  |
| Windows Server 2003       | ??                     | součást systému         | lze doinstalovat       | lze doinstalovat (SP1) | lze doinstalovat | lze doinstalovat (SP2) | nelze                  | nelze                  | nelze                  |
| Windows Vista             | částečná kompatibilita | částečná kompatibilita  | součást systému        | součást systému        | lze doinstalovat | lze doinstalovat (SP1) | lze doinstalovat (SP2) | lze doinstalovat (SP2) | nelze                  |
| Windows Server 2008       | ??                     | ??                      | ??                     | součást systému        | lze doinstalovat | lze doinstalovat       | lze doinstalovat (SP2) | lze doinstalovat (SP2) | nelze                  |
| Windows Server 2008 R2    | ??                     | ??                      | ??                     | ??                     | součást systému  | lze doinstalovat       | lze doinstalovat (SP1) | lze doinstalovat (SP1) | lze doinstalovat (SP1) |
| Windows 7                 | částečná kompatibilita | částečná kompatibilita  | součást systému        | součást systému        | součást systému  | lze doinstalovat       | lze doinstalovat (SP1) | lze doinstalovat (SP1) | lze doinstalovat (SP1) |
| Windows 8                 | nelze                  | nelze                   | nelze                  | nelze                  | lze doinstalovat | kompatibilita          | součást systému        | lze doinstalovat       | nelze                  |
| Windows 8.1               | nelze                  | nelze                   | nelze                  | nelze                  | lze doinstalovat | kompatibilita          | součást systému        | lze doinstalovat       | lze doinstalovat       |
| Windows 10                | nelze                  | nelze                   | nelze                  | nelze                  | lze doinstalovat | kompatibilita          | kompatibilita          | součást systému        | součást systému        |

## Programovací jazyky
Platforma .NET nepředepisuje použití žádného programovacího jazyka. Bez ohledu na to, v čem byla aplikace původně napsána, se vždy přeloží do mezijazyka Common Intermediate Language.
Nejpoužívanější programovací jazyky pro vývoj .NET aplikací jsou C#, Visual Basic .NET. C# je programovací jazyk podobný jazykům C nebo Java. VB.NET je pokračovatelem jazyka Visual Basic.
K dispozici je nicméně řada dalších programovacích jazyků, například:
- Managed Extensions for C++ (Managed C++), pro .NET Framework 2.0 a vyšší nahrazen C++/CLI
- F# (funkcionální programovací jazyk)
- J# (jazyk velmi podobný Javě)
- IronPython
- Object Pascal (vývojové prostředí Delphi)
- Boo

## Součásti .NET Frameworku
- ASP.NET – technologie pro vývoj webových aplikací
- Windows Communication Foundation (WCF) – technologie pro vývoj webových služeb a komunikační infrastruktury aplikací
- Windows Workflow Foundation (WF) – technologie pro definování heterogenních sekvenčních procesů
- Windows Presentation Foundation (WPF) – technologie pro vytváření vizuálně působivého grafického uživatelského rozhraní pro aplikace
- Windows CardSpace – implementace standardu Information Cards
- LINQ – Language Integrated Query, objektový přístup k datům v databázi, XML a objektech, které implementují rozhraní IEnumerable

## Verze
| Verze               | Datum uvedení | Běhové prostředí (CLR) | Jazyky                       | Vývojové prostředí                      | Poznámka |
| ------------------- | ------------- | ---------------------- | ---------------------------- | --------------------------------------- | --- |
| 1.0                 | únor 2002     | 1.0                    | C# 1.0, VB.NET 7.0           | Visual Studio .NET                      | |
| 1.1                 | duben 2003    | 1.1                    | C# 1.2                       | Visual Studio .NET 2003                 | |
| 2.0                 | listopad 2005 | 2.0                    | C# 2.0, VB.NET 8.0           | Visual Studio 2005                      | generika, nullable typy |
| 3.0                 | listopad 2006 | 2.0                    | C# 2.0, VB.NET 8.0           | Visual Studio 2005                      | sada rozšiřujících knihoven pro .NET 2.0, obsahuje WPF, WCF, WF |
| 3.5                 | listopad 2007 | 2.0                    | C# 3.0, VB.NET 9.0           | Visual Studio 2008                      | LINQ, stromy výrazů (expression trees) |
| 4.0                 | duben 2010    | 4.0                    | C# 4.0, VB.NET 10            | Visual Studio 2010                      | Dynamic Language Runtime (DLR) |
| 4.5                 | srpen 2012    | 4.0                    | C# 5.0, VB.NET 11.0          | Visual Studio 2012                      | Asynchronní metody |
| 4.5.1               | říjen 2013    | 4.0                    | C# 5.0, VB.NET 11.0          | Visual Studio 2013                      | |
| 4.6                 | červenec 2015 | 4.0                    | C# 6.0                       | Visual Studio 2015                      | |
| 4.7                 | březen 2017   | 4.0                    | C# 7.0                       | Visual Studio 2017 verze 15.0           | |
| 4.8                 | květen 2018   | 4.0                    | C# 7.3                       | Visual Studio 2017 verze 15.7           | |
| .NET Core 3.0 a 3.1 | září 2019     |                        | C# 8.0                       | Visual Studio 2019 verze 16.3           | |
| .NET 5.0            | listopad 2020 | 5.0                    | C# 9.0                       | Visual Studio 2019 verze 16.8           | ASP.NET Core 5.0, Entity Framework Core 5.0 |
| .NET 6.0            | listopad 2021 | 6.0                    | C# 10.0                      | Visual Studio 2022 verze 17.0           | |
| .NET 7.0            | listopad 2022 | 7.0                    | C# 11.0, F# 7.0, VB.NET 16.9 | Visual Studio 2022 verze 17.4           | zlepšení výkonu a zlepšení serializace System.Text.Json |
| .NET 8.0.0 (RC) 2   | říjen 2023    | 8.0                    | C# 12.0                      | Visual Studio 2022 verze 17.8 (Preview) | vylepšení serializace a deserializace System.Text.Json, nová třída TimeProvider a rozhraní ITimer pro abstrakci času v testovacích scénářích, vylepšení UTF8, rozšíření práce s náhodností atp. |

Verze 3.0 a 3.5 jsou v podstatě rozšíření postavená nad stabilní verzí běhového prostředí (runtime) 2.0. Běhové prostředí 3.0 neexistuje. Běhové prostředí .NET Framework 4.5 aktualizuje běhové prostředí verze .NET Framework 4.0 (hlavní číslo verze běhového prostředí zůstává 4.0).
Historicky byla vždy konkrétní verze Visual Studia spjata s konkrétní verzí .NET Frameworku. Změna nastala s verzí 3.0 (vzhledem k její povaze rozšiřujících knihoven nad 2.0 lze používat Visual Studio 2005) a zejména s verzí Visual Studio 2008, která jako první podporuje multitargeting – možnost psát aplikace pro .NET Framework verzí 2.0, 3.0 i 3.5, vzhledem ke společnému jádru. Verze Visual Studio 2013 taktéž podporuje multitargeting.